# Here Erdis
Here Erdis (* 25. September 1872 in Jacobshagen; † 9. Juni 1929 in Weggis; richtiger Name Maria Henriette Bertha Thilo) war eine in der Schweiz lebende deutsche Dichterin.

## Biografie
Die unter dem Künstlernamen Here Erdis schreibende Dichterin Maria Henriette Bertha Thilo wurde am 25. September 1872 in Jacobshagen als Tochter des Herrmann Ernst Julius Thilo, Amtsgerichtsrat zu Jakobshagen, und der Maria Louise Auguste Thilo geboren. Um 1900 übersiedelte sie gemeinsam mit ihrem zukünftigen Lebensgefährten, dem damaligen Musikstudenten Richard Mondt, in die Schweiz nach Oberbergen im Kanton Luzern.
Maria Thilo nahm regen Anteil an Richard Mondts dichterischer Arbeit an dessen „Diademen“ und steuerte eigene Beiträge bei (in der gedruckten Ausgabe mit „Maria“ gekennzeichnet). In wenigen Jahren schuf sie eine Fülle tief empfundener Lyrik. Manches fand durch Mondt eine adäquate Vertonung. Musikalisch sehr empfindsam, beeinflusste und beflügelte sie sein Schaffen.
In dem gewählten Dichternamen Here Erdis verbindet sich griechische und germanische Mythologie: Hera, die griechische Göttin, Erda die urweise Wala des Nordens. Der Name umschließt Himmel und Erde und symbolisiert zugleich ihr Werk.
Im Jahre 1927 bezog das Paar ein baufälliges Haus am Rigihang bei Weggis am Vierwaldstättersee, das völlig abgelegen eine prächtige Aussicht auf den See und die Berge bot, aber weder über fließendes Wasser noch elektrischen Strom verfügte.
Maria und Richard hatten gemeinsam ein kleines Vermögen, von dessen Zinsen sie zu leben gedachten, doch bald zehrten sie vom Kapital. Weder sie noch ihr Lebenspartner verfügten über hinreichendes Verständnis für Geldangelegenheiten oder die Fähigkeit, einen Haushalt zu führen. Im Alltagsleben äußerst empfindlich, sensibel und leicht verletzbar, durch jahrelange Entbehrungen geschwächt und unterernährt, starb Maria am 9. Juni 1929 an einem Nervenzusammenbruch.

## Werke
Im Zeitraum von 1910 bis 1927 entstand ein umfangreiches Werk:
- Der Felsen im Diamant 3 Bücher
- Aus meinem Mantel meiner Erden
- Oasenstille   letzte Gedichte
- Das ewig Zeitliche – das zeitlich Ewige  Das Spruchwerk
- Aus Gottes fernem Diamant

Bis auf ein von Freundeshand ermöglichtes Gedichtbändchen „O hohe Erde“ ist ihr Schaffen unveröffentlicht geblieben und wird heute in der Zentralbibliothek Luzern aufbewahrt.